# سیارک ۳۷۹
سیارک ۳۷۹ (به انگلیسی: 379 Huenna، نامگذاری:1894AQ) سیصد و هفتاد و نهمین سیارک کشف شده‌است که در ۸ ژانویه ۱۸۹۴ و در نیس کشف شد.
قدر مطلق سیارک برابر ۸٫۸۷ است.